# Mayská mytologie

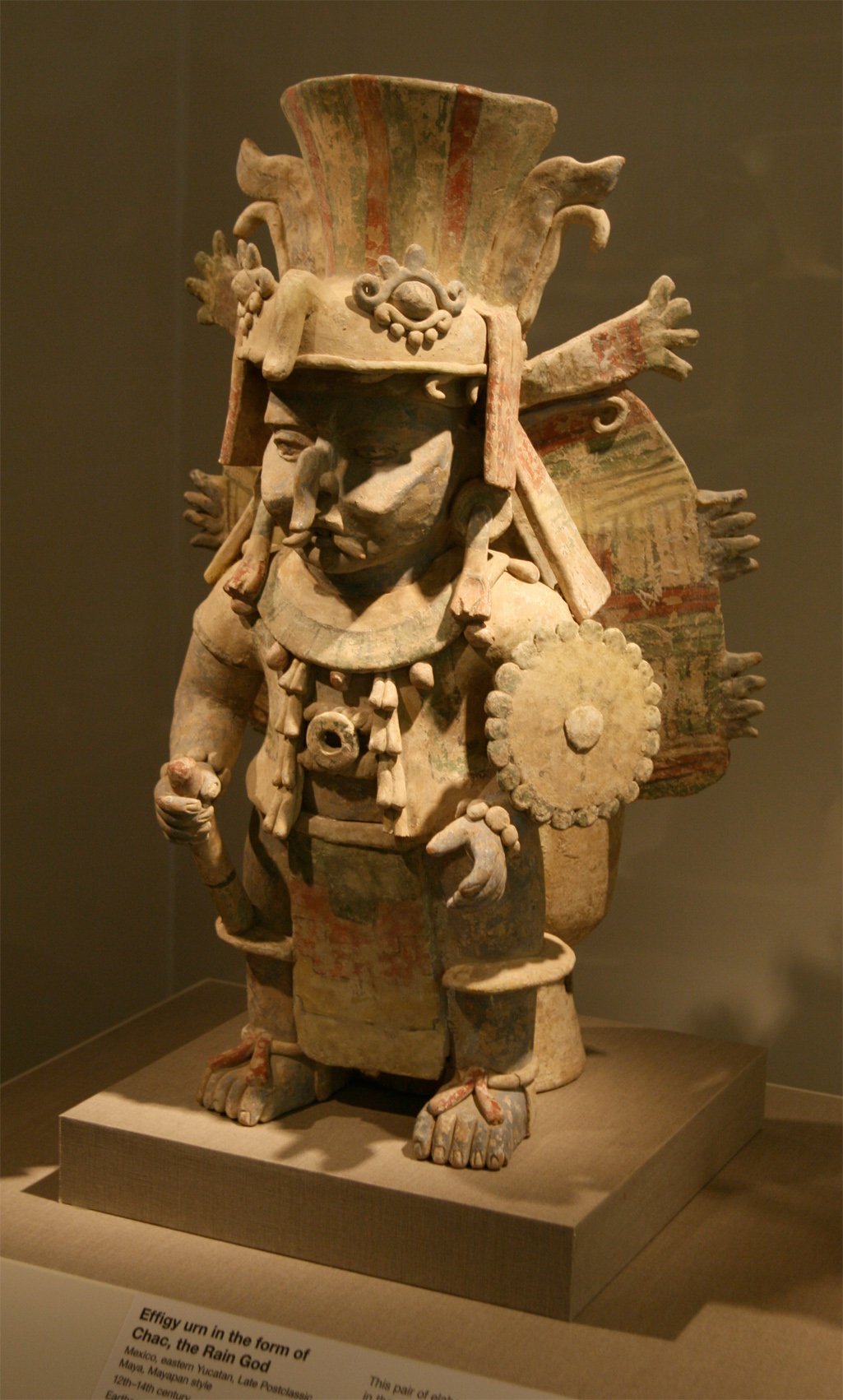
Bůh deště Chaac, terakota, museum de Young, San Francisco

Mayská mytologie je část mezoamerického bájesloví a zahrnuje všechny příběhy Mayů, ve kterých jsou zosobněny přírodní síly, božstva a hrdinové, kteří vzájemným působením hrají v příbězích hlavní role. Ostatní části mayské ústní tradice (jako příběhy zvířat a spousta mravoučných příběhů) správně nenáleží do oblasti mytologie. Ačkoliv různé kmeny Mayů měli odlišnou kulturu, politiku a více méně i jazyk, většina náboženských znaků zůstávala stejná.

## Hlavní bohové
Mayský "pantheon" byl také rozsáhlý, stejně jako římský či řecký. Mezi jednotlivými bohy existovala rodinná pouta a vztahy.

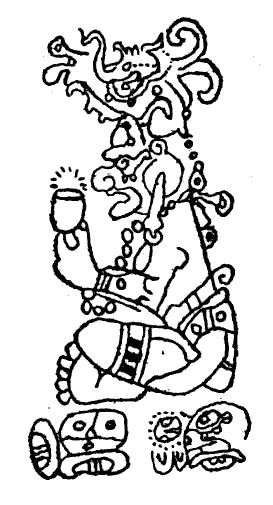
Itzamna, nejdůležitější bůh a stvořitel
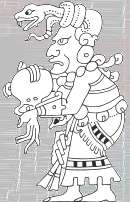
Ix Chel, bohyně měsíce, léčitelství a deště, manželka Itzamna
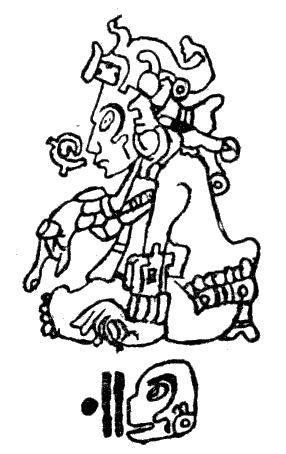
Kukulkán či Gukumatz, opeřený had, shodný s mexickým Quetzalcoatlem, bůh vzdělanosti
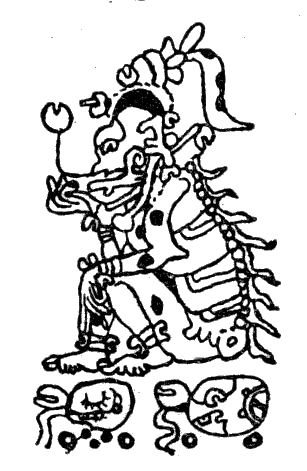
Ahpuch, bůh smrti
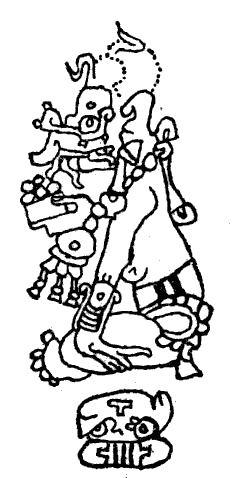
Bulac Chabtan, bůh válek a lidských utrpení
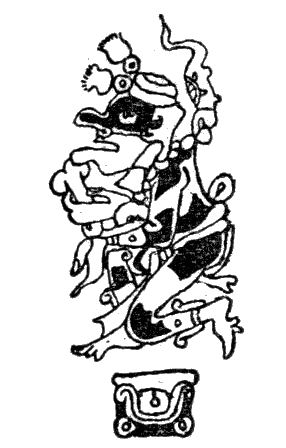
'Ek Ahau, bůh války
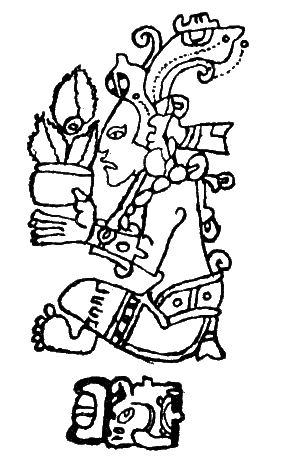
Hun Ka'ax či Hunab Ku (jinak také Ah Mun), bohové kukuřice
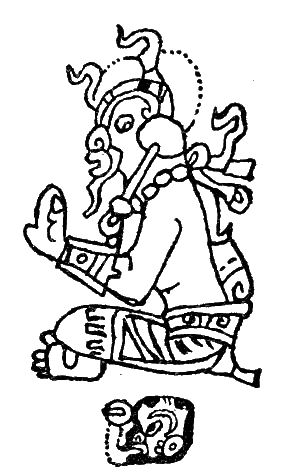
Ah Chicum 'Ek, bůh severní hvězdy (Polárky)
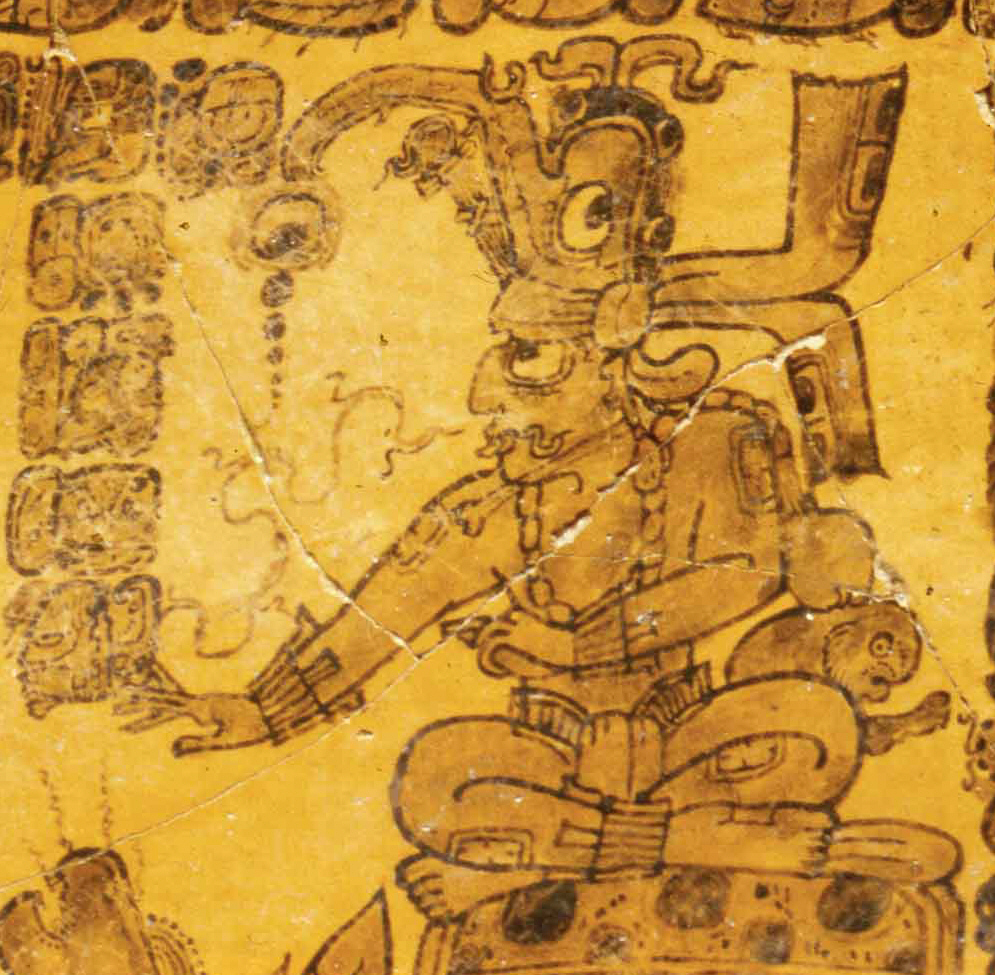
Kinich Ahau, bůh slunce
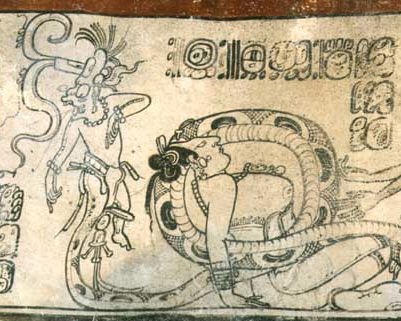
K'awiil, bůh plodnosti, blesků, hadů a kukuřice

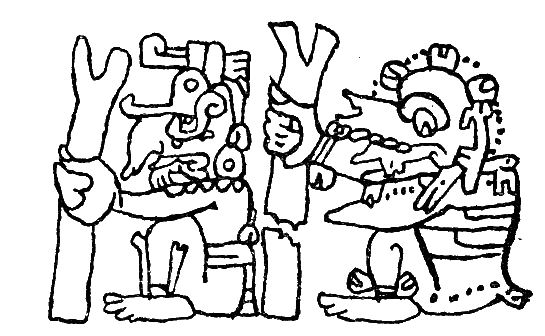
konflikt Kukulkána, boha života s Ahpuchem, bohem smrti

- Hun Batz a Hun Chuen – opičí bohové
- Bolon Tzaécab, K'awil – bohové tvorby rodokmenů, ohňů a blesků
- Chaac – bůh deště
- 'Ik – bůh větru
- Ah Mak'ik – bůh zemědělství
- Kisin – bůh zemětřesení
- Itzam Né (plaz) – bůh tvorby
- 'Ek Chuah – bůh obchodu

## Prameny
Nejstarší mýty pocházejí z 16. století a byly nalezeny v historických pramenech z guatemalské vysočiny. Nejdůležitější z těchto pramenů je epos Popol Vuh, ten je rozdělen na čtyři knihy, každá pojednávající o vlastním tématu: stvoření a počátky světa, dobrodružství dvou hrdinných dvojčat v Xibalbě a původ lidí a kukuřice, historie kmene Quiché a seznam králů. Druhým významným pramenem jsou knihy Chilama Balama pocházející od yucatánských Mayů. Nejznámějšími z nich jsou Kniha Chilama Balama z Chumayelu a Kniha Chilama Balama z Tiziminu. Chilama Balama byl vlastně domorodý kněz, který předpověděl příchod Španělů, následující část názvu vždy odkazuje na město, ze kterého vychází. Cenným zdrojem jsou také díla různých kronikářů z 16. století.
Od 17. století pramenů rychle ubývalo, zájem o ně prudce vzrostl znovu až v 18. století a v 19. století se pátrání po nich ještě více zrychlilo. V polovině 19. století byla vydána kniha Popol Vuh a přeložena z kičéštiny do španělštiny a francouzštiny. Od 20. století jsou zaznamenány velké pokroky v luštění mayského písma a rychle přibývají nové a nové poznatky nejen ohledně mayské historie, ale i náboženství, kultuře a mytologie. Objevují se i keramické nádoby s motivy mayských bájí a příběhů z knihy Popol Vuh. Nyní, na počátku 21. století, přechází předávání příběhů ústní tradicí do svého konečného stádia – je to doba, kdy sami současní Mayové chtějí začali zachraňovat a zveřejňovat příběhy svých předků.